# Saint-Avit-Frandat
Saint-Avit-Frandat is een gemeente in het Franse departement Gers (regio Occitanie) en telt 103 inwoners (2009). De plaats maakt deel uit van het arrondissement Condom.

## Geografie
De oppervlakte van Saint-Avit-Frandat bedraagt 7,7 km², de bevolkingsdichtheid is dus 13,4 inwoners per km².
De onderstaande kaart toont de ligging van Saint-Avit-Frandat met de belangrijkste infrastructuur en aangrenzende gemeenten.

## Demografie
Onderstaande figuur toont het verloop van het inwonertal (bron: INSEE-tellingen).